# De Strafste School 2019
De Strafste School 2019 is de negende editie van de jaarlijkse wedstrijd voor scholen van de Vlaamse publieke radiozender MNM dat De Strafste School van Vlaanderen wordt genoemd. De webstrijd wordt door de jury van de Vlaamse radiozender MNM beslist. De jury ging in 2019 van 24 april tot 30 april rond naar vijftien scholen in Vlaanderen die finalist waren. Op 7 mei werd de winnaar bekendgemaakt, het Heilig Hartinstituut Heverlee en Kessel-Lo.

## Jury
De jury van De Strafste School 2019 bestond uit:
- Tom De Cock
- Nora Gharib
- Imke Courtois
- Brahim
- Stien Edlund
- Saïd en Salah
- Walter De Donder, alias 'Meneer de Burgemeester'

## Finalisten
De 15 finalisten waren: 
- MSKA Roeselare
- Don Bosco Sint-Denijs-Westrem
- MAI Opwijk
- GO! Technisch Atheneum Kapellen
- Heilig Hartinstituut Heverlee en Kessel-Lo
- Provinciaal Technisch Instituut Kortrijk campus wetenschap & groen
- Koninklijk Atheneum Redingenhof Leuven
- Buso Ravelijn uit Brugge
- GO! Middenschool Campus Van Eyck Maaseik
- Don Bosco Mariaberginstituut Essen
- Freinetmiddenschool Gent
- VISO Mariakerke
- GO! Atheneum Tungrorum Tongeren
- WICO Campus Mater Dei Pelt
- Sint-Paulusinstituut Herzele